# Saint-François, Guadeloupe
Saint-François är en kommun i det franska utomeuropeiska departementet Guadeloupe i Västindien. Kommunen ligger i kantonen Saint-François som ligger i arrondissementet Pointe-à-Pitre. År 2022 hade Saint-François 13 249 invånare.

## Befolkningsutveckling
| Befolkningsutvecklingen i Saint-François 1990–2021 | Befolkningsutvecklingen i Saint-François 1990–2021 | Befolkningsutvecklingen i Saint-François 1990–2021 | Befolkningsutvecklingen i Saint-François 1990–2021 | Befolkningsutvecklingen i Saint-François 1990–2021 |
| -------------------------------------------------- | -------------------------------------------------- | -------------------------------------------------- | -------------------------------------------------- | -------------------------------------------------- |
|                                                    |                                                    |                                                    |                                                    |                                                    |
| År                                                 |                                                    |                                                    | Folkmängd                                          |                                                    |
| 1990                                               | 1990                                               |                                                    | 7 987                                              |                                                    |
| 1999                                               | 1999                                               |                                                    | 10 659                                             |                                                    |
| 2007                                               | 2007                                               |                                                    | 13 886                                             |                                                    |
| 2015                                               | 2015                                               |                                                    | 13 841                                             |                                                    |
| 2021                                               | 2021                                               |                                                    | 13 004                                             |                                                    |